# Neolimnomyia adjuncta
Neolimnomyia adjuncta är en tvåvingeart som först beskrevs av Walker 1848.  Neolimnomyia adjuncta ingår i släktet Neolimnomyia och familjen småharkrankar. Inga underarter finns listade i Catalogue of Life.